# Ideoblothrus bipectinatus
Ideoblothrus bipectinatus är en spindeldjursart som först beskrevs av Daday 1897.  Ideoblothrus bipectinatus ingår i släktet Ideoblothrus och familjen spinnklokrypare. Inga underarter finns listade i Catalogue of Life.